# Willis Lee
	Willis Augustus Lee jr. (Natlee, 11 mei 1888 - Portland (Maine), 25 augustus 1945) was een Amerikaans schutter en viceadmiraal.

## Carrière
Willis Lee was de achter-achter-kleinkind van Amerikaans minister van Justitie Charles Lee.
Lee voer aan het einde van de Eerste Wereldoorlog met de United States Navy naar Ierland.
Lee won tijdens de Olympische Zomerspelen van 1920 zeven medailles in teamonderdelen bij het schieten, Lee won met de Amerikaanse ploeg vijf gouden medailles en één zilveren en één bronzen medaille. Met zeven medailles op één Olympisch toernooi verbeterde hij samen met ploeggenoot Lloyd Spooner, het recoord stond op naam van de turners Anton Heida en Hermann Weingärtner. De eerste atleet met acht medailles op één toernooi was de Sovjet-Russische turner Aleksandr Ditjatin in 1980.
Tussen 1939 en 1942 bekleedde Lee bestuursfunctie bij het opleidingsinstituut van de Marine en het stafbureau. In augustus 1942 werd hij commandant van Battleship Division 6. Lee vocht met zijn divisie Gilberteilanden en Nauru.
Tien dagen na de Japanse capitulatie overleed Lee aan de gevolgen van een hartaanval.

### Olympische Zomerspelen
| Jaar | Plaats    | Resultaten |
| ---- | --------- | --- |
| 1920 | Antwerpen | Kleinkalibergeweer 50 m team · Militair geweer 300m, drie houdingen team · Militair geweer 300m, liggend team · Militair geweer 300+600 m, liggend, team · Militair geweer 600 m, liggend team · Militair geweer 300m, staand team · Lopend hert, enkelschot team · 4e Dubbel shot op lopend hert, team |